# Johannes Bernhard Diepenbrock
Johann Bernard Diepenbrock (* 25. Februar 1796 im Haus Langen in Everswinkel bei Warendorf; † 12. November 1884 in Lingen), römisch-katholisch, Theologe und Historiker.

## Leben und Werk
Johann Bernard Diepenbrock war der Sohn des Gutsbesitzers Christoph Diepenbrock und dessen Ehefrau Anna Elisabeth, geb. Vogel. Er besuchte die Normalschule in Münster beim bekannten geistlichen Schulreformer Bernhard Heinrich Overberg, dann ein dortiges Gymnasium. Er studierte an der Münsteraner Akademie Theologie und Philosophie. Der Student meldete sich noch 17-jährig, um freiwillig 1813/1814 die Feldzüge gegen Napoleon I. mitzumachen. Nach der Wiederaufnahme seiner Studien in Münster und dem Abschluss mit einer Lehrerbefähigung erhielt Diepenbrock 1819 eine Anstellung als Pädagoge in Meppen. Zugleich wurde er im Dezember dieses Jahres zum Priester geweiht. Der junge Geistliche blieb bis 1845 Lehrer am Gymnasium in Meppen. Vom Herbst 1832 bis Herbst 1833 studierte Diepenbrock zur Fortbildung in Berlin. In der Öffentlichkeit engagierte sich der geistliche Pädagoge im Meppener Mäßigkeitsverein, der sich dem Kampf gegen die weit verbreitete Trunksucht verschrieben hatte. In seiner Meppener Zeit trat er zu Beginn der 1830er Jahre mit ersten historischen Forschungen über die Vergangenheit der Emsstadt in Erscheinung. Sein Hauptwerk, die 786 Seiten umfassende „Geschichte des vormaligen münsterschen Amtes Meppen oder des jetzigen hannoverschen Herzogthums Arenberg-Meppen“ erschien 1838 in Münster. Seine ungewöhnlich hohe Verlässlichkeit durch die intensive Quellenarbeit trug ebenso wie seine interessante und verständliche Darstellungsweise zur weiten Verbreitung des Werks und seinem langen Nachwirken bei.
Der Oberlehrer am Meppener Gymnasium verließ 1845 den Schuldienst und wurde Pfarrer in Quakenbrück, 1852 dann Dechant in Lingen, wo er sich vielfach engagierte, unter anderem als Gefängnisgeistlicher, als Gründer eines Kindergartens für die Eisenbahnarbeiter und vor allem eines Krankenhauses aus seinen privaten Mitteln. Das Bonifatiushospital ist heute einer der größten Arbeitgeber der Stadt. Diepenbrocks Berufung ins Osnabrücker Domkapitel wurde wegen seiner politischen Nähe zum späteren Zentrumsführer Ludwig Windthorst vom hannoverschen König verweigert. Trotz seines hohen Alters und zunehmender gesundheitlicher Einschränkungen, die ihn in seinen letzten Lebensjahren weitgehend ans Haus fesselten, trat Diepenbrock nicht von seinem Pfarramt zurück und wurde auch nicht in den Ruhestand versetzt, um nicht infolge des „Kulturkampfs“ seelsorgliche Probleme für die Gemeinde zu verursachen. Zu seinem 50-jährigen Priesterjubiläum am 16. Dezember 1869 verlieh ihm die philosophische Fakultät zu Münster die Ehrendoktorwürde.

## Werke
- Historische Nachrichten über die Stadt Meppen und das Emsland (von 1252 bis 1678), in: Gemeinnütziges Taschenbuch vermischten Inhalts auf das Jahr Christi 1831, Meppen o. J., S. 19–69.
- Historische Nachrichten über die Stadt Meppen und das Emsland, in: Gemeinnütziges Taschenbuch vermischten Inhalts auf das Jahr Christi 1832. Hand- und Notiz-Kalender auf d. Jahr Christi 1832. Für Staatsbeamte u. Geschäftsmänner des Hzgtms. Arenberg-Meppen u. d. Grafschaften Lingen u. Bentheim, Meppen 1832, S. 19–82.
- Geschichte des vormaligen münsterischen Amtes Meppen oder des jetzigen hannoverschen Herzogthums Arenberg-Meppen, mit besonderer Berücksichtigung der frühern Völkersitze und Alterthümer zwischen Ems und Hase, der Einführung des Christenthumes, des Religionswechsels zur Zeit der Reformation, der Leistungen der Jesuiten: erstens als Missionäre im Emslande, Saterlande, Ostfriesland, den Grafschaften Bentheim und Lingen, dann als Stifter und Lehrer des Gymnasiums zu Meppen. Münster 1838 (Lingen 21886, Münster 31962); Digitalisierte Ausgabe d. Nachdr. der 2. Aufl. 1885 der Universitäts- und Landesbibliothek Düsseldorf
- Eine Predigt über I. Pet. V 8, gehalten in der hiesigen Gymnasial-Kirche am dritten Sonntage in der Fastenzeit bei Gelegenheit der Errichtung des Enthaltsamkeits-Vereines in der Stadt Meppen, Meppen (1840).
- Bußpredigt, gehalten am Palmsonntag (Luc 19,42), in: Christkatholisches Magazin, 3. Bd., Heft I, Münster 1843, S. 43–57.